# 4525 Johnbauer
4525 Johnbauer је астероид главног астероидног појаса чија средња удаљеност од Сунца износи 2,572 астрономских јединица (АЈ).
Апсолутна магнитуда астероида је 13,0.